# هيوغو (محافظة)
محافظة هيوغو (باليابانية: 兵庫県، هيوغو-كن) إحدى محافظات اليابان، تقع في منطقة كينكي، جزيرة هونشو. عاصمتها مدينة كوبه.
مدن أخرى:
- هيميجي

## سياحة

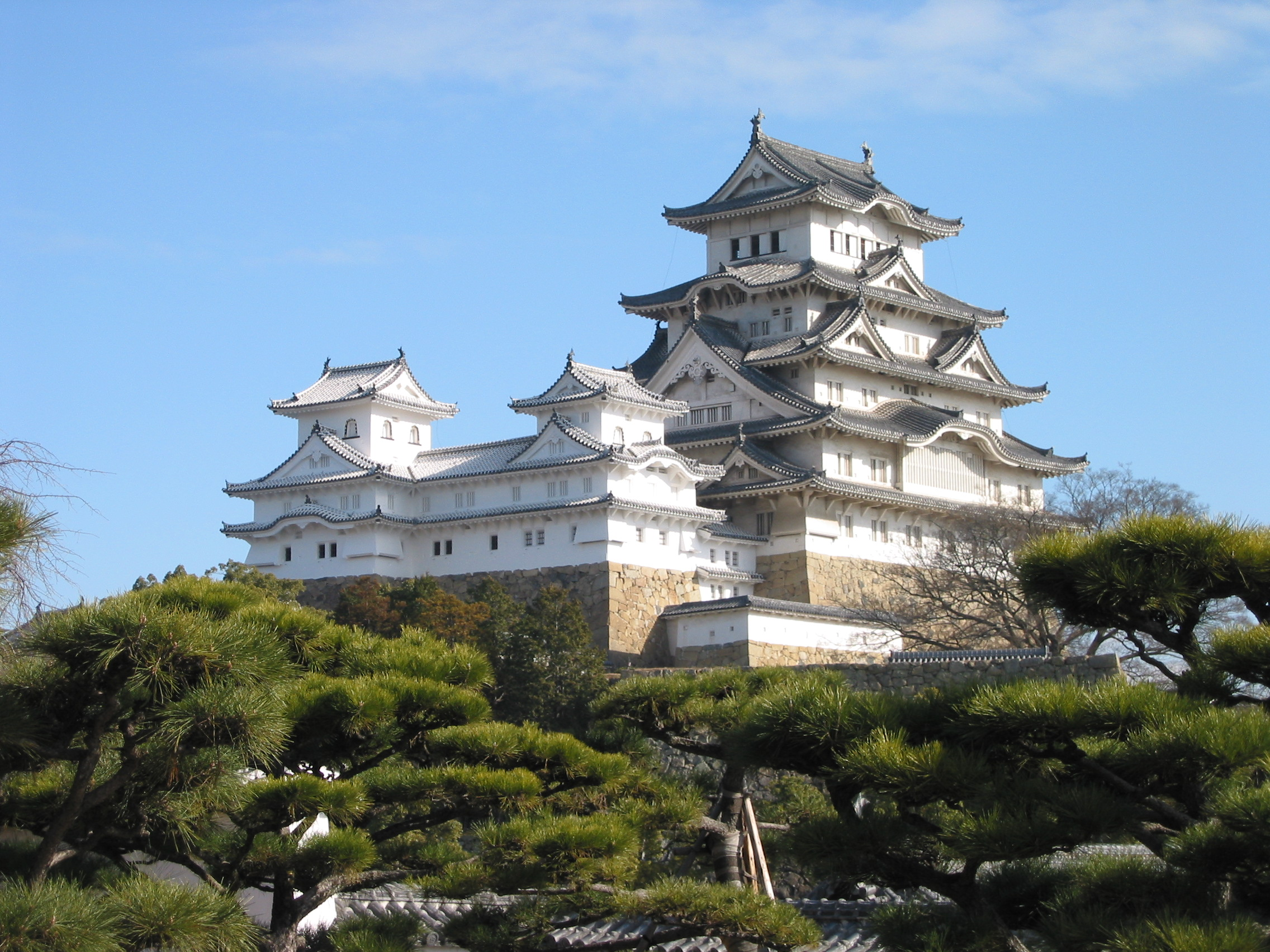
قلعة هيميجي.

يعتبر ميناء كوبه بإطلالته الخلابة من أشهر الموانئ في اليابان التي يتوجه إليها السواح على مدار العام.
كما أن قلعة هيميجي هي من مواقع التراث العالمي مصنعة من الخشب بحرفية رائعة الجمال.

## توأمة
لهيوغو (محافظة) اتفاقيات توأمة مع كل من:
- واشنطن (22 أكتوبر 1963 - )[5]
- خاباروفسك كراي (18 أبريل 1969 - )[5]
- بارانا (4 مايو 1970 - )[5]
- أستراليا الغربية (23 يونيو 1981 - )[5]
- غوانغدونغ (23 مارس 1983 - )[5]
- بالاو (16 أغسطس 1983 - )[5]
- هاينان (28 سبتمبر 1990 - )[5]

## معرض صور

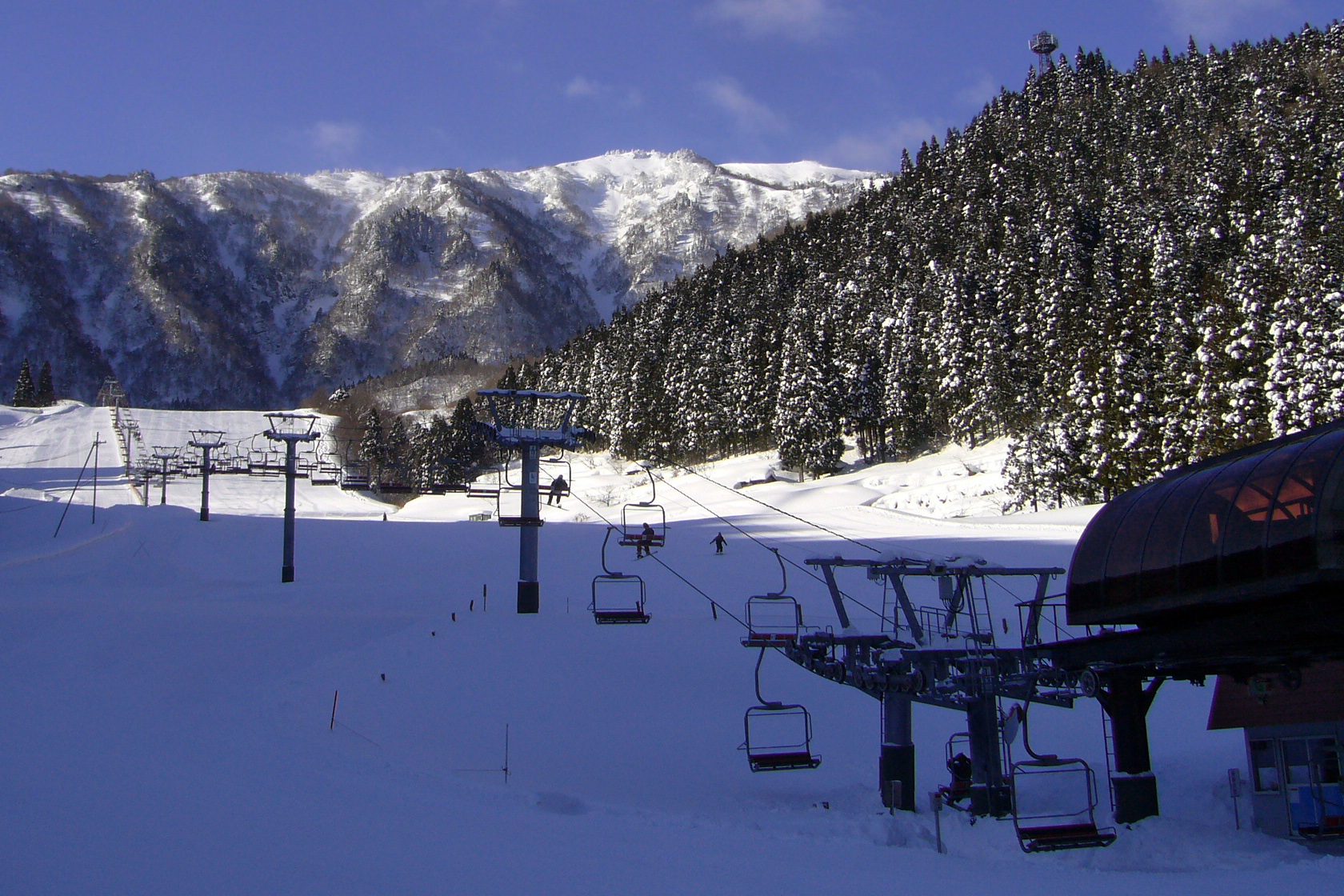
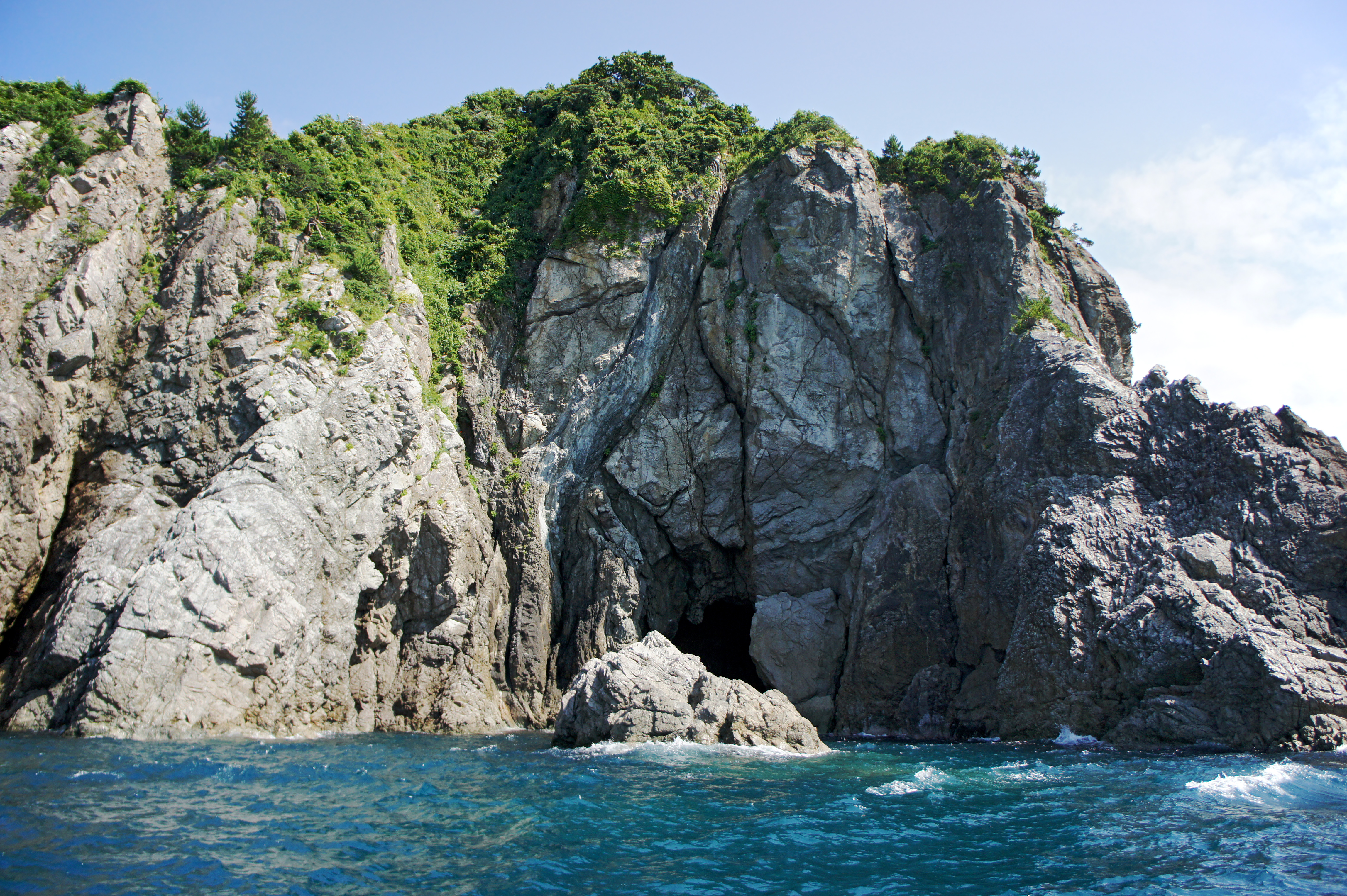
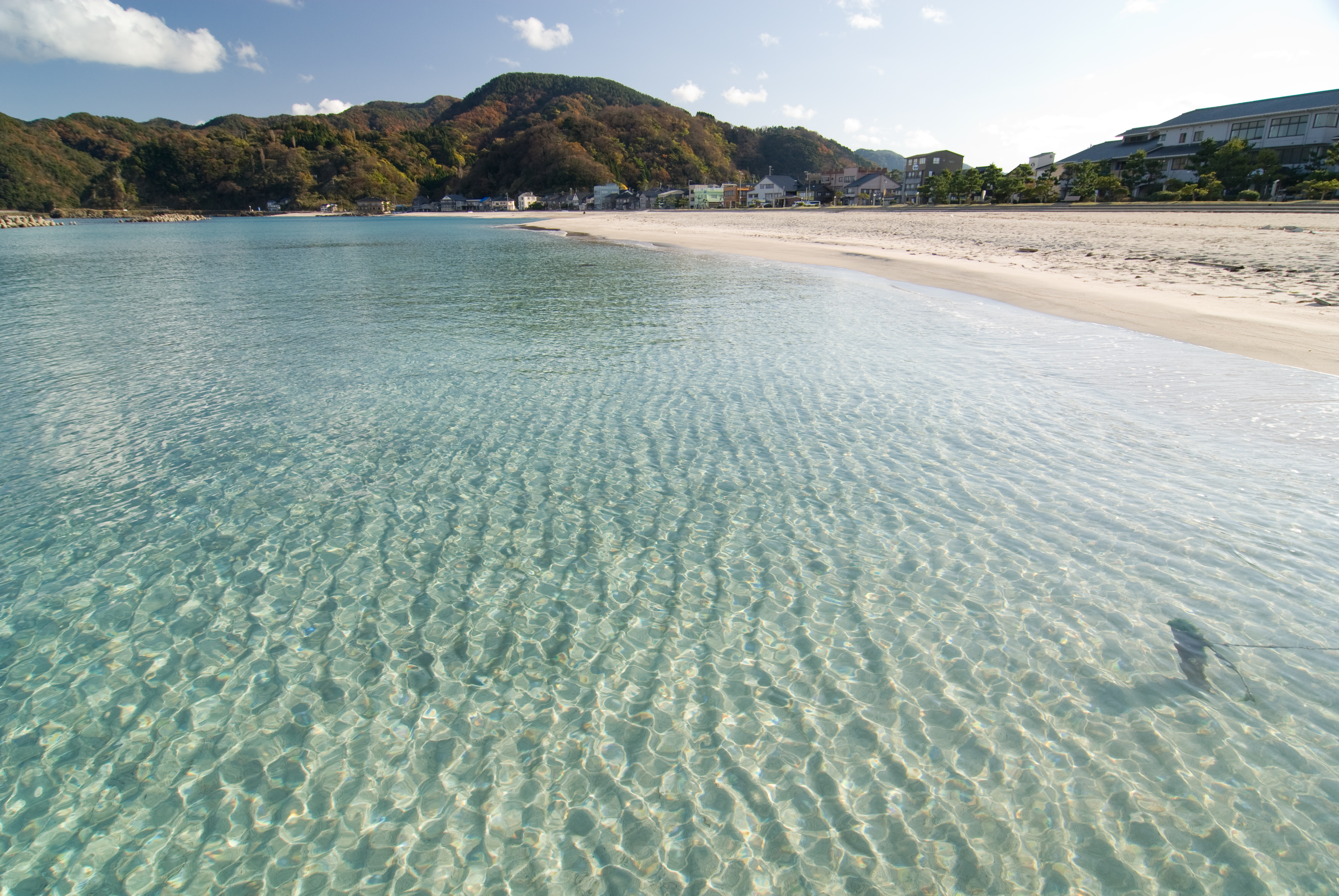
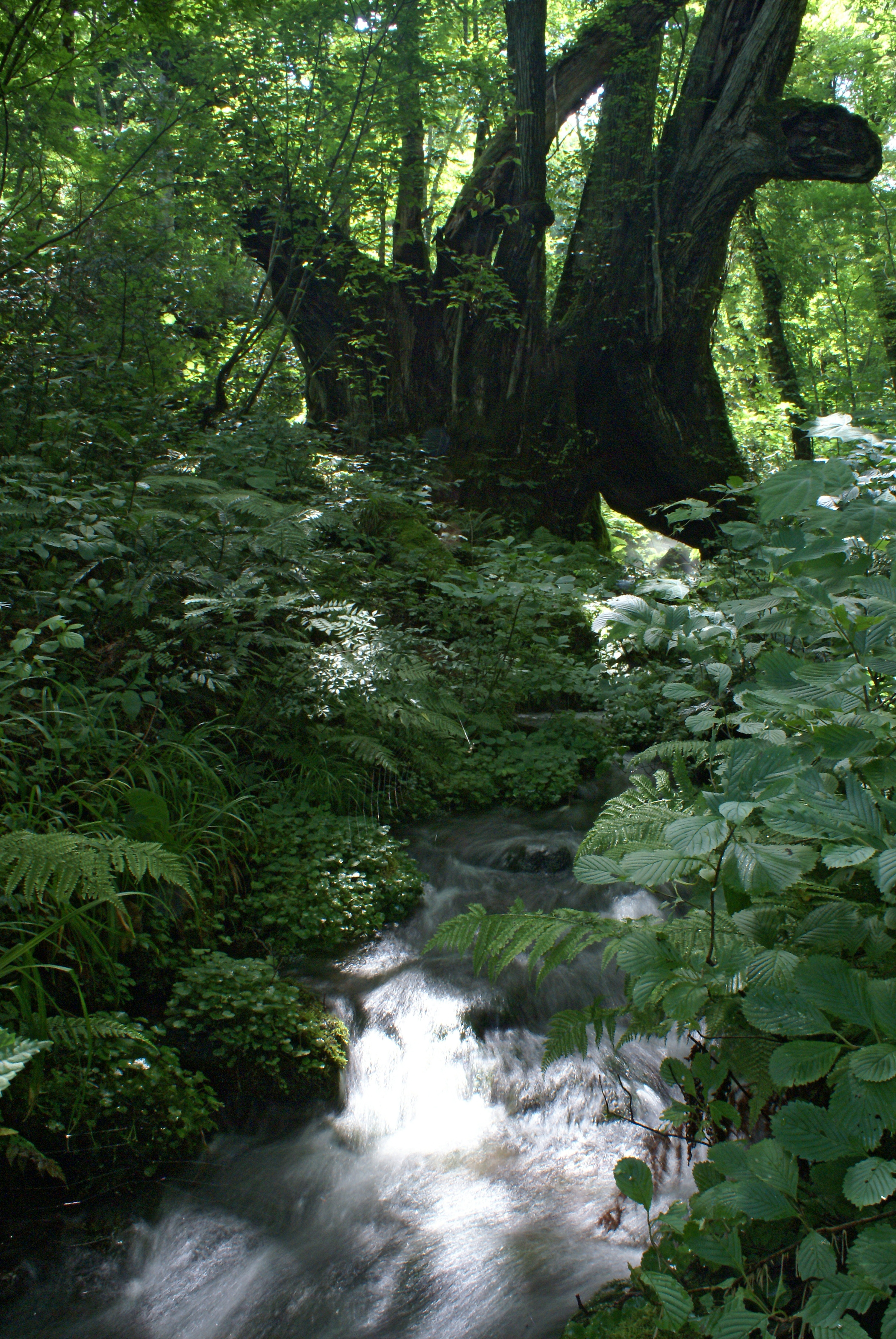

## أعلام
- شويتشي نيشيمورا
- تاكيو واكاباياشي
- هيرواكي ساتو
- توموهيكو إيكوما
- إيشيجي أوتاني
- تاكيشي ساكاموتو
- هيديو ساكاي
- هاروهيسا هاسيغاوا
- ماسانوري توكيتا
- شوزو تسوجيتاني